# Boesenbergia orbiculata
Boesenbergia orbiculata är en enhjärtbladig växtart som beskrevs av Rosemary Margaret Smith. Boesenbergia orbiculata ingår i släktet Boesenbergia och familjen Zingiberaceae. Inga underarter finns listade i Catalogue of Life.